# افسانه بارنی تامسون
افسانه بارنی تامسون (انگلیسی: The Legend of Barney Thomson) یک فیلم در ژانر کمدی به کارگردانی رابرت کارلایل است که در سال ۲۰۱۵ منتشر شد. از بازیگران آن می‌توان به رابرت کارلایل، اما تامپسون، ری وینستون، جیمز کازمو، و تام کورتنی اشاره کرد.